# Constance Collier
Constance Collier est une actrice britannique, également auteure et metteuse en scène de théâtre, née Laura Constance Hardie à Windsor (Berkshire, Angleterre) le 22 janvier 1878 et morte à Manhattan (États-Unis) le 21 mai 1955.

## Biographie
Constance Collier débute au théâtre en 1881, à trois ans dans Le Songe d'une nuit d'été de William Shakespeare. À Londres, elle joue régulièrement sur scène jusqu'en 1928 : mentionnons Antoine et Cléopâtre du même Shakespeare en 1906-1907, Oliver Twist en 1905-1906, pièce d'après le roman éponyme de Charles Dickens qu'elle reprendra en 1914-1915 (et interprétera dans l'intervalle à Broadway en 1912), ou encore The Mystery of Edwin Drood, d'après le roman inachevé de Dickens, en 1908. Cette même année 1908, elle participe à une première tournée théâtrale aux États-Unis, notamment à Broadway, où elle se produira jusqu'en 1942.
À l'occasion d'une de ces tournées outre-Atlantique, en 1916, elle participe à quatre premiers films muets américains (notamment, comme figurante dans Intolérance), puis à trois autres (britanniques) en 1919, 1920 et 1922. Après l'avènement du parlant, elle reprendra une carrière au cinéma, entre 1935 et 1949.
Outre son activité d'actrice, elle est également (co)auteur (souvent, avec Ivor Novello) et metteur en scène de pièces de théâtre, dont certaines adaptées au cinéma - notamment Peter Ibbetson à deux reprises, en 1921 et 1935 - (voir détails ci-dessous).
Une étoile lui est dédiée sur le Walk of Fame d'Hollywood.

## Filmographie complète

### Comme actrice
- 1916 : The Tongues of Men de Frank Lloyd
- 1916 : The Code of Marcia Gray de Frank Lloyd
- 1916 : Macbeth de John Emerson
- 1916 : Intolérance (Intolerance : Love's Struggle throughout the Ages) de D. W. Griffith (figurante, non créditée)

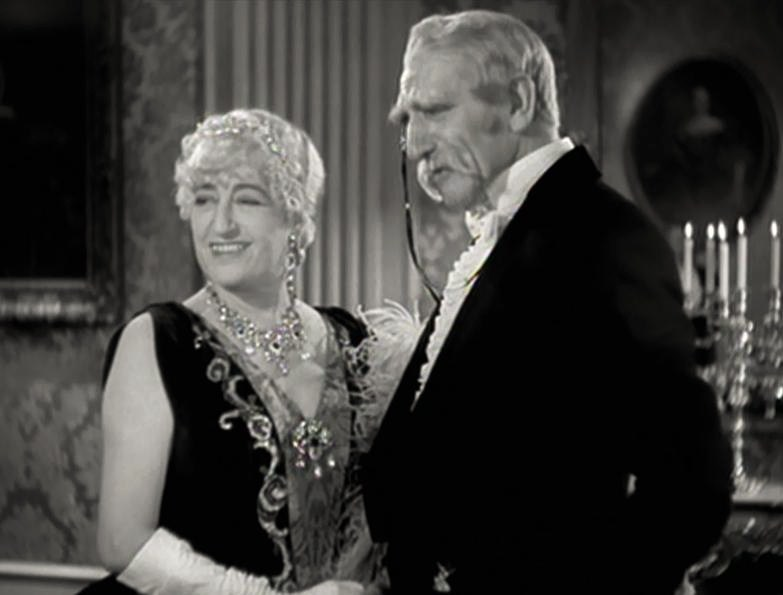
Avec C. Aubrey Smith, dans Le Petit Lord Fauntleroy (1936)

- 1919 : The Impossible Woman de Meyrick Milton
- 1920 : Bleak House de Maurice Elvey
- 1922 : The Bohemian Girl de Harley Knoles
- 1935 : L'Ombre du doute (Shadow of Doubt) de George B. Seitz
- 1935 : Professional Soldier de Tay Garnett
- 1935 : Anna Karénine (Anna Karenina) de Clarence Brown
- 1936 : Le Petit Lord Fauntleroy (Little Lord Fauntleroy) de John Cromwell
- 1936 : Dortoir de jeunes filles (Girls' Dormitory) d'Irving Cummings
- 1937 : Thunder in the City de Marion Gering
- 1937 : Clothes and the Woman d'Albert de Courville
- 1937 : La Mascotte du régiment (Wee Willie Winkie) de John Ford
- 1937 : Pension d'artistes (Stage Door) de Gregory La Cava
- 1937 : Une demoiselle en détresse (A Damsel in Distress) de George Stevens

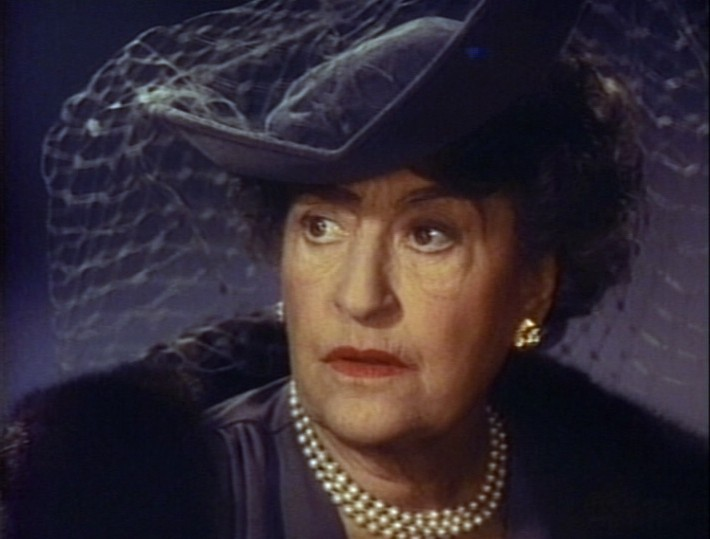
dans La Corde (1948)

- 1939 : Zaza de George Cukor
- 1940 : Half a Sinner (en) d'Al Christie
- 1940 : Suzanne et ses idées (Susan and God) de George Cukor
- 1945 : La Duchesse des bas-fonds (Kitty) de Mitchell Leisen
- 1946 : L'Impasse tragique (The Dark Corner) d'Henry Hathaway
- 1946 : Le Joyeux Barbier (Monsieur Beaucaire) de George Marshall
- 1947 : Les Exploits de Pearl White (The Perils of Pauline) de George Marshall
- 1947 : Un mari idéal (An Ideal Husband) d'Alexandre Korda : Lady Markby
- 1948 : The Girl from Manhattan d'Alfred E. Green
- 1948 : La Corde (Rope) d'Alfred Hitchcock
- 1949 : Le Mystérieux Docteur Korvo (Whirpool) d'Otto Preminger

### Comme auteure / scénariste
- 1921 : Peter Ibbetson (Forever) de George Fitzmaurice (coscénariste de la pièce adaptée)
- 1925 : The Rat de Graham Cutts (coauteure de la pièce adaptée)
- 1926 : The Triumph of the Rat de Graham Cutts (coauteure de la pièce adaptée)
- 1927 : Downhill d'Alfred Hitchcock (coauteure, avec Ivor Novello, de la pièce adaptée)
- 1935 : Peter Ibbetson de Henry Hathaway (coscénariste de la pièce adaptée)
- 1937 : The Rat de Jack Raymond (coauteure de la pièce adaptée)

## Théâtre (piècesà Broadway)
(comme interprète, sauf mention contraire)
- 1908-1909 : Samson d'Henri Bernstein
- 1909 : Israël (Israel) d'Henri Bernstein
- 1911 : Trelawny of the « Wells » d'Arthur Wing Pinero, avec Ethel Barrymore
- 1911 : Thaïs (Thais) de Paul Wilstach, d'après le roman éponyme d'Anatole France
- 1912 : Oliver Twist, adaptation par J. Comyns Carr du roman éponyme de Charles Dickens, avec Charles Rogers
- 1912 : The Explorer de William Somerset Maugham
- 1913 : Nan de John Masefield, avec Henry Stephenson, Ivan F. Simpson
- 1914 : Othello ou le Maure de Venise (Othello, the Moor of Venice) de William Shakespeare, avec Pedro de Cordoba, William Faversham
- 1917 : Les Joyeuses Commères de Windsor (The Merry Wives of Windsor) de William Shakespeare
- 1918 : Un mari idéal (An Ideal Husband) d'Oscar Wilde (adaptation au cinéma en 1947 : voir filmographie ci-dessus)
- 1925 : The Rat (comme coauteur, avec Ivor Novello)
- 1927 : John de Philip Barry
- 1928 : Our Betters de William Somerset Maugham, avec Ina Claire, Madge Evans
- 1929 : Serena Blandish de S.N. Behrman, avec Henry Daniell, Ruth Gordon
- 1929 : Mystery Square (comme coauteur, avec Hugh A. Anderson et George Bamman), d'après les nouvelles Le Club du suicide (Suicide Club) et Le Diamant du rajah (The Rajah Diamond) de Robert Louis Stevenson, avec Gavin Muir, Edgar Stehli
- 1930 : The Matriarch de G.B. Stern, avec Jessica Tandy
- 1931 : Camille (comme metteur en scène), adaptation d'Henriette Metcalf d'après La Dame aux camélias d'Alexandre Dumas fils, avec Howard Da Silva, Josephine Hutchinson, Eva Le Gallienne
- 1931 : Peter Ibbetson (comme coauteur, avec John N. Raphael, et metteur en scène), d'après le roman éponyme de George du Maurier, avec Jessie Royce Landis
- 1932 : Hay Fever de Noël Coward (comme metteur en scène et interprète)
- 1932 : Dinner at Eight de George S. Kaufman et Edna Ferber, avec Paul Harvey, Sam Levene, Cesar Romero, Conway Tearle (adaptation au cinéma en 1933)
- 1939 : Aries is rising de Caroline North et Earl Blackwell
- 1942 : Gratefully Yours de John Van Druten (comme co-metteur en scène, avec Robert Ross, et interprète)